# Cambio madre por moto
Cambio madre por moto (deutsch etwa „Tausche Mutter gegen Motorrad“) ist eine Kammeroper in einem Akt von Frank Nuyts (Musik) nach einem Libretto von Rosa Montero. Sie entstand 2014 für das Teatro Real in Madrid, wurde aber erst am 25. September 2023 beim Flanders Festival im Musikzentrum De Bijloke in Gent uraufgeführt.

## Handlung
1. Vorbereitung auf das Gespräch. Der Vater und die Mutter wollen ihren Kindern mitteilen, dass sie sich trennen werden. Sie setzen sich mit steifer Miene nebeneinander und beschimpfen sich gegenseitig. Erst als die Kinder, der fünfzehnjährige Sohn Dani und die zwölfjährige Tochter Clara, zankend und sich schlagend hereinkommen, reißen sie sich zusammen.
2.1. Kommunikation. Die Eltern zwingen die streitenden Kinder, auf dem gegenüberliegenden Sofa Platz zu nehmen, und versichern ihnen, dass sie sich zwar trennen wollen, sie aber noch immer unverändert lieben. Da die Kinder an erster Stelle stehen, werde sich für sie nichts ändern. Die Mutter erwähnt beiläufig, dass der Vater in Zukunft bei der Großmutter leben werde.
2.2. Claras große Traurigkeit. Die Tochter bricht in Tränen aus. Sie möchte kein Scheidungskind sein.
3.1. Zwei Felder. Der Vater nimmt die Mutter beiseite, um sie wegen ihres Einwands zur Rede zu stellen. Er hat nämlich keineswegs vor, das Haus zu verlassen. Gleichzeitig versucht der Sohn, seine Schwester zu beruhigen. Er will aus der Lage einen Vorteil ziehen und die Eltern dafür bezahlen lassen.
3.2 Der Test. Die Eltern sind weiterhin in ihren Streit versunken, als es an der Tür klingelt. Der Sohn lässt zwei Gäste herein: die Großmutter und Víctor.
4.1. Der Besuch. In Gegenwart der Gäste verlangt der Sohn ein Motorrad. Davon halten seine Eltern überhaupt nichts. Die Großmutter aber meint, dass sie es ihm nicht verweigern sollten. Der Vater stellt ihr Víctor als Freund und Anwalt der Familie vor. Die Tochter weiß, dass er ein „guter Freund“ ist.
4.2. Ablehnung. Der Vater beharrt darauf, bei den Kindern im Haus wohnen zu bleiben. Auch die Großmutter ist nicht bereit, ihn bei sich aufzunehmen. Sie selbst habe sich erst von ihrem Mann getrennt, als ihre Kinder erwachsen waren – anders als die Mutter, die ein junges Mädchen zurücklasse. Bei diesen Worten wird Clara hysterisch. Sie will für immer als Kind mit der ganzen Familie zusammenleben. Die Großmutter umarmt sie.
4.3. Der Vorschlag. Der Sohn bringt das Gespräch zurück auf das Motorrad. Er benötige es, um sich zu beruhigen. Víctor bittet alle, sich zivilisiert zu verhalten.
4.4. Die Aufteilung des Besitzes. Víctor weist darauf hin, dass die Kinder im Haus bleiben sollten. Außerdem solle derjenige Ehepartner bei ihnen bleiben, der mehr Kontakt zu ihnen habe. Das sei die Mutter. Der Vater widerspricht erneut, während die Tochter für sich wiederholt, dass Víctor ein „sehr guter Freund“ sei.
5.1. Die Ankündigung. Claras dahingemurmelte Bemerkung ist den anderen aufgefallen. Als die Großmutter sie fragt, wie sie das meint, erwidert sie mit vorgetäuschter Unschuld, dass sie gesehen habe, wie sich Víctor und ihre Mutter umarmt und geküsst haben – „wie im Film“. Der Vater stürzt sich wütend auf Víctor.
5.2. Die erste Schlacht. Víctor und der Vater kämpfen miteinander, während die Mutter verzweifelt versucht, sie zu trennen. Die Tochter hatte gehofft, dass ihre Eltern zusammenbleiben würden, wenn ihre Mutter das Verhältnis mit Víctor beendet. Die Großmutter erklärt ihr aber, dass die Trennung nun erst recht unausweichlich sei. Dani wirft seiner Schwester vor, die Information nicht für eine Erpressung verwendet zu haben. Der Großmutter gelingt es schließlich, die Ruhe wiederherzustellen.
6. Vorläufiger Waffenstillstand. Die Mutter versichert dem Vater traurig, dass ihre Beziehung mit Víctor erst seit einer Woche intim wurde, nachdem ihre Ehe bereits am Ende war. Víctor entschuldigt sich für sein Verhalten.
7.1. Erste Verhandlungen. Der Vater erklärt mit eisiger Ruhe, dass er im Haus bleiben und das Sorgerecht für die Kinder beantragen werde. Die Mutter müsse gehen. Da die Kinder jedoch an erster Stelle stehen sollen, fragt er sie nach ihren Wünschen und verspricht Dani ein Motorrad, falls er bei ihm bleibe. Da der Sohn das Angebot sofort annimmt, überbietet die Mutter den Vater schnell und verspricht zusätzlich eine E-Gitarre. Dann nähern sich beide Eltern „fürsorglich“ der Tochter.
7.2. Neue Verhandlungen. Clara will keine Geschenke. Sie möchte nur, dass ihre Eltern zusammenbleiben. Der Streit flammt wieder auf.
8.1. Zweite Schlacht. Die Mutter erklärt, dass es üblich sei, dass die Tochter bei der Mutter bleibe. Außerdem laufe die Wohnung auf ihren Namen. Der Vater erwidert, dass sie sie gemeinsam bezahlt haben. Um zu beweisen, dass es ihm ernst ist, beginnt er damit, ihre Sachen aus dem Fenster zu werfen. Als erstes muss eine Vase dran glauben.
8.2 Zweiter Kampf (Fortsetzung) oder höhere Gebote. Es folgen Geschirr, ein iPad, die Bücher und die Mäntel der Mutter. Die Mutter revanchiert sich, indem sie CDs, die Stereoanlage und schließlich den Fernseher aus dem Fenster wirft. Als beide Eltern um die Möbel kämpfen, schreit Clara verzweifelt auf.
8.3. Die Stimme der Vernunft. Durch das Wüten ihrer Eltern hat Clara es mit der Angst zu tun bekommen. Sie befürchtet, irgendwann ebenfalls lästig und aus dem Fenster geworfen zu werden. Ihr Bruder gibt ihr darin recht. Die Großmutter meint, dass dieses Verhalten wirklich nicht im Sinne der Kinder sei. Sie selbst habe sich damals allerdings ähnlich verhalten. Sie habe ihrem Sohn wohl kein gutes Beispiel gegeben.
9.1. Zweiter Waffenstillstand (Erinnerungen). Beschämt kommen die Eltern zur Ruhe. Beim Anblick der umkämpften Möbel fällt ihnen ein, wie sie diese am Anfang ihrer Ehe gekauft haben, als sie noch arm waren. Sie haben im Sommer der Hitze wegen mehrere Jahre auf dem Dach geschlafen. Es waren schöne Nächte, bis sie sich eine Klimaanlage anschafften und ihre Gefühle erstarrten.
9.2. Familienglück. Die ganze Familie schwelgt in Erinnerungen an glücklichere Zeiten.
9.3 Victors Geständnis. Víctor gesteht, dass er bereits fünf Mal verheiratet war und die Trennungen jedes Mal furchtbar waren. Deshalb wurde er Scheidungsanwalt.
10. Das neue Leben. Die Großmutter verbreitet Hoffnung. Sie weiß aus eigener Erfahrung, dass das Leben immer wieder von neuem beginnt. Die Erinnerung wird bleiben, aber sie werden auch andere, bessere Dinge erleben. Vater und Mutter versprechen, sich zivilisiert zu benehmen. Víctor will versuchen, sich nicht wieder scheiden zu lassen. Dani wird sein Motorrad erhalten, und auch Clara äußert jetzt einen Wunsch: Sie möchte einen Hund. Alle lachen.

## Gestaltung

### Instrumentalbesetzung
Die kammermusikalische Besetzung der Oper umfasst die folgenden Instrumente:
- Klarinette
- Violoncello
- Klavier
- Harfe
- Schlagwerk (zwei oder vier Spieler)
  - I: Vibraphon (ggf. eigener Spieler), große Trommel (auch auf Rim gespielt), Reco reco (Güiro), kubanisches Timbal (stark gedämpft, auch Rimshot), zwei Bongos, zwei Holzblöcke, Beat ring (oder kleines Tamburin), Hi-Hat (auch mit Fußpedal), Triangel, Wind Chimes (Kupferrohre)
  - II: Marimba (ggf. eigener Spieler), Tamtam (nicht zu groß), große Trommel (tiefer als das von Spieler I, auch auf Rim gespielt), kubanisches Timbal (tiefer als das von Spieler I, stark gedämpft), Vibraslap, zwei Bongos, zwei Holzblöcke, Beat ring (oder kleines Tamburin), kleines Crash-Becken, Triangel, Kolbenflöte

### Musik
Der Komponist stellte die Streitereien zwischen den Protagonisten überwiegend mit dem Schlagzeug dar. Die Ouvertüre bezeichnete er geradezu als „Kampf zwischen zwei Schlagzeugern“. Die beiden Eltern charakterisierte er musikalisch durch Akkorde ohne die das Tongeschlecht (Dur oder Moll) prägende Terz. Der Vater erhielt schwebende „Sus-Akkorde“, die Mutter atonale Dreiklänge. Der als Buffo gestaltete Anwalt singt gelegentlich im Falsett. Die nervöse Tochter kichert häufig. Ihr widmete Nuyts außerdem eine „Weinarie“. Die Partie der Großmutter ist von größeren Pausen geprägt, die auf ihre Lebenserfahrung hinweisen.

## Werkgeschichte
Den Auftrag zu dieser Kammeroper erhielt der belgische Komponist Frank Nuyts 2013 von Gerard Mortier, dem damaligen künstlerischen Leiter des Teatro Real in Madrid, auf Initiative seines Assistenten Simon Bauwens. Sie war ausdrücklich für ein junges Publikum gedacht, um neues Publikum für das Genre zu gewinnen. Das Libretto verfasste die spanische Bestsellerautorin Rosa Montero. Da die Aufführung bereits für die folgende Spielzeit geplant war, verfasste sie den Text in kurzer Zeit. Im Dezember 2013 sprach der Komponist mit ihr, und bereits Ende Januar erhielt er eine erste Version des Librettos. Cambio madro por moto war Mortiers letzter Kompositionsauftrag, bevor er das Teatro Real 2013 verließ. Zu einer Aufführung kam es damals nicht mehr. Obwohl bereits weitere spanische Opernhäuser Interesse an dem Werk gezeigt hatten, entschied der offenbar streng katholische Leiter des Teatro Real, das Werk abzusetzen: „Die Madrider Oper wird keine Werbung für Scheidungen machen.“ Es wurde sogar eine finanzielle Entschädigung geboten, damit die Autoren das Werk vernichteten. Das lehnten sie zwar ab, doch ohne die Unterstützung Mortiers, der bereits schwer erkrankt war und 2014 starb, konnte das Werk vorerst nicht gespielt werden. Den anderen spanischen Opernhäusern wurde ebenfalls dringend davon abgeraten.
Die Uraufführung fand erst am 25. September 2023, zehn Jahre nach der Komposition, beim Flanders Festival in Mortiers Geburtsort Gent statt. Sie war Bestandteil des Kulturprogramms zur spanischen Präsidentschaft im Rat der Europäischen Union und eine Kooperation mit dem Muziektheater Transparant. Die Inszenierung stammte von Aïda Gabriëls. Es spielte das Ensemble Asko|Schönberg unter der Leitung von Benjamin Haemhouts. Die Gesangssolisten waren Emma Posman (Tochter), Graciela Morales (Mutter), Marie-Juliette Ghazarian (Großmutter), William Branston (Sohn), Thierry Vallier (Vater) und Wilfried Van den Brande (Freund/Anwalt). Ein Videomitschnitt wurde von Operavision im Internet bereitgestellt.

## Aufnahmen
- 25. September 2023 – Benjamin Haemhouts (Dirigent), Aïda Gabriëls (Inszenierung), Ensemble Asko|Schönberg.
 Emma Posman (Tochter), Graciela Morales (Mutter), Marie-Juliette Ghazarian (Großmutter), William Branston (Sohn), Thierry Vallier (Vater), Wilfried Van den Brande (Freund/Anwalt).
 Video; live aus Gent; Produktion des Muziektheater Transparant; Mitschnitt der Uraufführung.
 Videostream bei Operavision.[4]